# Курганівський провулок (Київ)
Курга́нівський прову́лок — провулок у Печерському районі міста Києва, місцевість Звіринець. Пролягає від Курганівської вулиці до кінця забудови.

## Історія
Провулок виник наприкінці XIX століття під сучасною назвою.